# Callostrotia flavizonata
Callostrotia flavizonata är en fjärilsart som beskrevs av George Francis Hampson 1914. Callostrotia flavizonata ingår i släktet Callostrotia och familjen nattflyn. Inga underarter finns listade i Catalogue of Life.